# Беклешов, Николай Сергеевич
Николай Сергеевич Беклешов (25 декабря 1789, Санкт-Петербург — 2 [14] ноября 1859, Псковская губерния) — полковник, участник Отечественной войны 1812 года, псковский губернский предводитель дворянства.

## Биография
Происходил из дворян Псковской губернии, сын генерал-лейтенанта Сергея Андреевича от его брака с Екатериной Ивановной Осокиной. Родился в Петербурге, крещен в декабре 1789 года в церкви Вознесения при восприемстве деда Ивана Осиповича Осокина.
1 марта 1801 года поступил на службу ко Двору пажом, с 16 января 1806 — камер-паж. 20 ноября 1808 года произведён в подпоручики в Кавалергардский полк, с 11 декабря того же года — поручик. В 1810—1813 годах — полковой казначей. В 1812 году находился в Петербурге начальником оставшихся команд полка; затем формировал там 2-й резервный эскадрон, с которым выступил 13 февраля 1813 года в поход и в мае того же года присоединился к полку. 20 февраля 1813 года произведён в штабс-ротмистры, 23 сентября — в ротмистры. Участвовал в сражениях в Силезии (22.5.1813), в Богемии (1.8.1813), в Саксонии (13.8.1813), под Дрезденом (15.8.1813), под Кульмом (17-18.8.1813), под Лейпцигом (4-6.10.1813), в преследовании неприятеля до Рейна, в сражениях под Фершампенуазом (13.3.1814) и при взятии Парижа (18.3.1814); 18 октября 1814 года вернулся в Россию.
В 1816 году принял эскадрон, а через год переименован в полковники. 13 февраля 1819 года переведен в Псковский кирасирский полк. 14 декабря 1820 года по домашним обстоятельствам уволен от службы, с мундиром.
С 1822 по конец 1826 года был Островским уездным предводителем дворянства. 27 декабря 1826 года определён за обер-прокурорский стол во 2-й департамент Сената, с производством в статские советники, где он получал разные командировки по министерству юстиции. В 1830 году за пожертвования на богоугодные заведения получил Высочайшее благоволение. В 1832 году определён правителем канцелярии статс-секретаря у принятия прошении, на Высочайшее Имя приносимых.
24 октября 1836 года произведён в действительные статские советники. В 1837 году уволен от службы по прошению.
С 1841 года семь трехлетий избирался Псковским губернским предводителем. Состоя губернским предводителем, пожалован в 1842 году в камергеры, 30 августа 1856 — в тайные советники. В 1841—1844 годах был также почётным попечителем Псковской гимназии.
7 апреля 1835 года, в первый день пасхи, у Н. С. Беклешова и супруги с праздничным визитом был А. С. Пушкин, приходившийся Н. С. Беклешову четвероюродным братом по бабушке Ольге Васильевне Чичериной.
Скончался 2 (14) ноября 1859 года (по другим данным — 12 ноября).

## Награды
Российской империи:
- Орден Святого Владимира 4-й ст. с бантом (15 сентября 1813)[8] за Кульмское сражение
- Орден Святой Анны 2-й ст. (13 марта 1814)[9] за сражение под Фершампенуазом; императорская корона к ордену (29 апреля 1832)[9]
- Орден Святого Владимира 3-й ст. (6 апреля 1835)[4],[10]
- Знак отличия беспорочной службы за XXV лет (1839)[11]
- Орден Святого Станислава 1-й ст. (3 апреля 1846)[4],[12]
- Орден Святой Анны 1-й ст. (1850)[11],[2],[3], императорская корона к ордену (1856)[4]
- Знак отличия беспорочной службы за XXX лет (1850)[4]
- Медаль «За взятие Парижа»
- Медаль «В память Отечественной войны 1812 года»

Иностранных государств:
- Знак отличия Железного креста (королевство Пруссия)

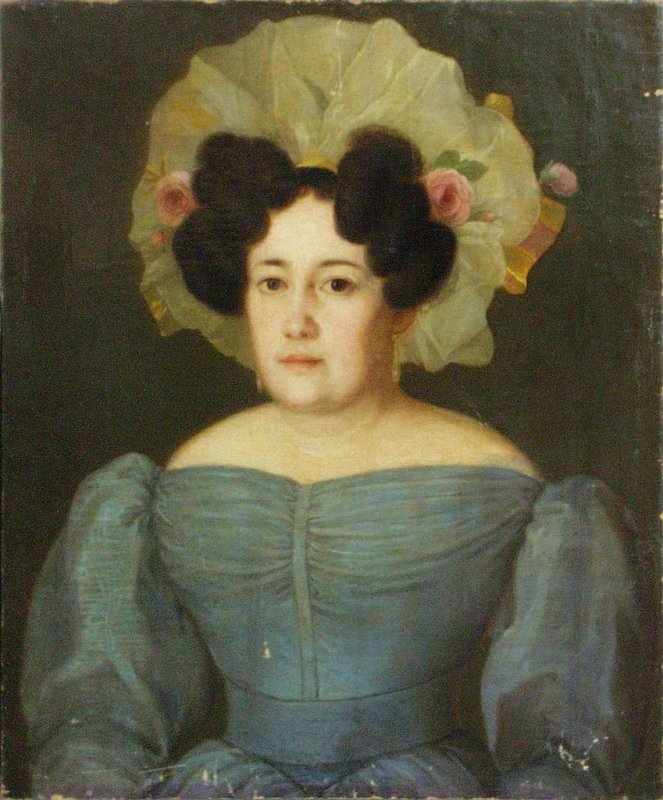
Портрет жены Марии Васильевны, 1830-е

## Семья
Сёстры:
- Екатерина — замужем за А. М. Брылкиным, надворным советником;
- Анна (? — ≈1863) — замужем за А. Н. Спешневым, подпоручиком;
- Ульяна (28.9.1799 — 19.3.1856, Петербург; Лазаревское кладбище Александро-Невской лавры) — девица.

Жена (с 1818) — Мария Васильевна Сушкова (1792 — 30.3.1853), дочь В. М. Сушкова, симбирского губернатора; член и попечительница Псковского приюта Св. Ольги, действительный член и попечительница Псковского губернского попечительства приютов (1852—1853).
Дети — Дмитрий.
С детьми и женой внесён в 6-ю часть дворянской Родословной книги Псковской губернии.
В 1820-х годах в доме Беклешовых воспитывалась Е. А. Сушкова, племянница Марии Васильевны.